# Slagelse-Korsør Provsti
Slagelse-Korsør Provsti var indtil 2007 et provsti i Roskilde Stift.  Provstiet lå i Korsør Kommune og Slagelse Kommune.
Slagelse-Korsør Provsti består af flg. sogne:
- Antvorskov Sogn
- Gudum Sogn
- Halskov Sogn
- Havrebjerg Sogn
- Hejninge Sogn
- Hemmeshøj Sogn
- Kindertofte Sogn
- Kirke Stillinge Sogn
- Nordrupvester Sogn
- Nørrevang Sogn
- Ottestrup Sogn
- Sankt Mikkels Sogn
- Sankt Peders Sogn
- Sankt Povls Sogn
- Sorterup Sogn
- Sønderup Sogn
- Tårnborg Sogn
- Vemmelev Sogn